# مملكة هيريتي
مملكة هيريتي (بالجورجية: ჰერეთის სამეფო) كانت مملكة من القرون الوسطى ظهرت في القوقاز على الحدود الأيبيرية الألبانية.
في الوقت الحاضر تقع المنطقة مع الجزء الجنوبي الشرقي من منطقة كاخيتي بجورجيا وجزء من المناطق الشمالية الغربية لأذربيجان.
وفقًا للروايات التقليدية، نشأ اسم المقاطعة من البطريرك الأسطوري "هيروس" ابن ثارجاموس، الذي أسس مدينة هيريتي (التي عُرفت لاحقًا باسم خورانتا) على نهر العزاني.

## الخلفية
منذ العصور الأولى، خضعت هيريتي لحكم ألبانيا القوقازية.  مع تراجع ألبانيا القوقازية، تم دمج المنطقة تدريجيًا في المملكة الأيبيرية لتشكيل إحدى دوقياتها ( saeristavo ) في القرن الخامس وتم استيعاب شعوبها في النهاية في الجورجيين . كان ذلك عندما ظهر اسم هيريتي لأول مرة في المصادر الجورجية . كانت الهريتي مأهولة من قبل الألبان القوقازيين والداغستانيين والأرمن والفرس والجورجيين. كان لديها مدن مزدهرة تتاجر مع بلاد فارس وأرمينيا . 
كمكافأة للمساهمة في النضال ضد الفتوحات العربية، أعطى الحاكم الأيبري أرشيل منطقة هيريتي لعائلة باغراتيوني النبيلة في الأربعينيات والسبعينيات من القرن الثامن الميلادي. بعد وفاة الأمراء الأيبريين الأخيرين جون وجوانشير، وسع اللوردات الهيريتيين إقطاعياتهم، وفي عام 787، أسسوا إمارة مستقلة (سامتافرو) وعاصمتها شاكي.

## التاريخ
قام أول حاكم مسجل لها، سهل سباتيان والمعروف في المصادر العربيّة بإسم سهل بن سنباط، بذبح العائلة المالكة الألبانية القوقازية المهرانيين في عام 822 وأعلن نفسه "شاه أران"، وتملق الخلافة العباسيَّة بمهاجمة قائد الزرادشتية آنذاك باباك الخرمي، وتم الاعتراف به كحاكم لأران. ولاحقا، شعر سهل بعدم الثقة العربية به، فتم اعتقاله وإرساله إلى بغداد. خلفه ابنه أدارناس الأول وحفيده غريغول همام. اكتسبت الإمارة قوة ومكانة كبيرين بحلول عام 893، مما سمح للأمير جريجول حمام بالتتويج كملك.
انزعج كفيريك الأول، حاكم إمارة كاخيتي المجاورة من صعود قوة المملكة الهيريتية، فقرر التحالف مع الملك قسطنطين الثالث ملك أبخازيا، وفي عام 915، شن حملة عسكرية ضد الملك أدارناس الثاني باتريكيوس. فاحتل الحليفان وقسموا البلاد ولكن لفترة قصيرة حيث سرعان ما استعاد أدارناس الثاني ما فقده. نجت المملكة من هجمات الكاخيتيين، لكنها خسرت ألبانيا القوقازية أمام جيرانهم السلارييين (إمارة نشأت حينها في أذربيجان الإيرانية حالياً). تزوج أدارناس من الملكة دينار، ابنة أدارناس الثالث ملك تاو، وأنجب منها إيشخانيك.

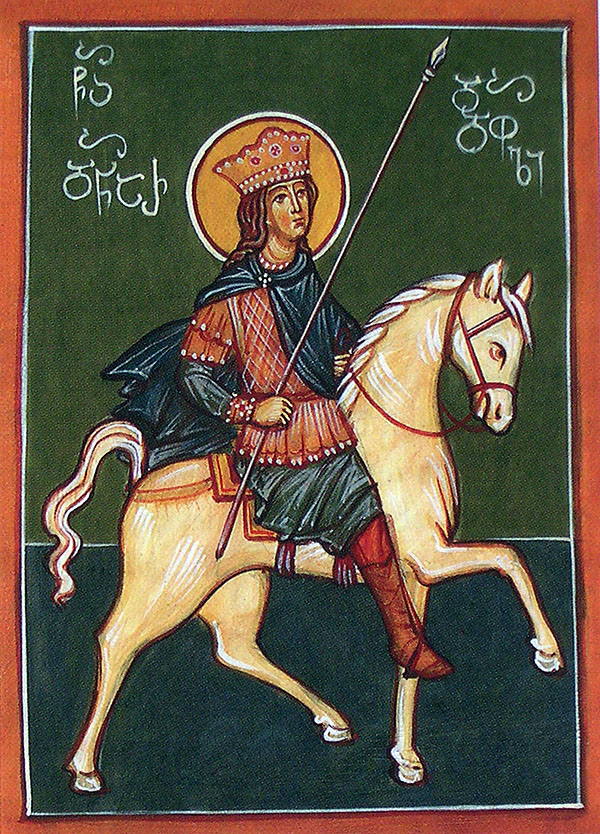
الملكة ريجنانت دينار.

إيشخانيك أصبح خليفة أدارناس الثاني، فحكم مع والدته الملكة دينار. تحت حكمهم، أجبرت هيريتي على الاعتراف بسيادة الجار الأقوى، إمارة الديلم، التي حكمها السالاريين. وفقًا لـ الملكة دينار وجنبًا إلى جنب مع ابنها إيشخانيك، حولت مجتمع هيريتي تخلت عن المذهب الأرثوذكسي الشرقي واتجهت إلى المذهب الأرثوذكسي الشرقي في القرن العاشر. في عام 950، استغل إشخانيك الصراع المرير على السلطة في إمارة السالاريين، وتوقف عن دفع الجزية لاستعادة استقلاله بشكل فعال.
وصل الحاكم الهيرتس التالي، جون (إيوان سينكيريم، 951-959) خلال فترة حكمه لمملكة هيريتي إلى ذروة السلطة والمكانة، خاصة بعد ضم الضفة اليمنى لألبانيا القوقازية. المؤرخ الأرمني موفسيس كاغانكاتفاتسي يسميه "مرمم مملكة ألبانيا". لاحقًا قام بضم أجزاء من كاخيتي واتخذ لقب "ملك تسانار". كان لدى جون علاقات جيدة مع ممثلي سلالة سالار ومع ديفيد الثالث من تاو. مثل والده وجدته الملكة دينار، ساهم كثيرًا في تطوير مملكته. توفي عام 959 دون وريث.
بعد وفاته، يبدو أن السلالة المحلية لم تعد موجودة، ووقعت المملكة تحت حكم كفيريكي الثاني، خوريبيسكوبوس الذي كان بين فترتي (929-976). ثم تم التنازع على المنطقة بين خليفته، ديفيد والملك الجورجي باغرات الثالث الذي سعى إلى جلب جميع الأراضي الجورجية إلى ملكية واحدة. الحاكم الكاخيتي التالي، الملقب بالفعل بالملك، كفيريكي الثالث العظيم (1010-1037) استوعب هيريتي أخيرًا في مملكة كاخيتي هيريتي في العشرينيات من القرن الماضي.
عندما وضع الملك الجورجي ديفيد الباني المملكة تحت سيطرته عام 1104 ، أصبح هيريتي ساريستافو (أي دوقية) داخل المملكة الجورجية. تم قطع الحكم الجورجي لهريتي من قبل الأتابكة الأذربيجانيين ، الإمبراطورية الخوارزمية وحكم الإيلخان.
بعد التفكك النهائي للنظام الملكي الجورجي الموحد عام 1466، أصبحت هيريتي تحت التاج الكاخيتي بعد ذلك، اختفى اسم المقاطعة نفسها تدريجياً من السجلات التاريخية والاستخدام العام بسبب الدول والإمارات المتتالية قره قوينلو وآق قوينلو والصفويين والأفشاريين والعثمانيين.

## قائمة ملوك هيريتي
| مسطرة               | فتره حكم   | عنوان | ملحوظات                          |
| ------------------- | ---------- | ----- | -------------------------------- |
| 1. سهل بن سنباط     | 815 - 840  | أمير  |                                  |
| 2. أدارناس (أنا)    | 840 - 865  | أمير  |                                  |
| 3. جريجول حمام      | 865-897    | ملِك   | (منذ 893)                        |
| 4. أدارناس (الثاني) | 897–943    | ملِك   |                                  |
| 5. إشخانيك          | 943-951    | ملِك   | الحاكم المشارك: الملكة دينار     |
| 6. جون سنكيريم      | 951-959    | ملِك   | أصبح "ملك تسانار "               |
| غير معروف           | 995-997    |       | احتلها داود الكاخيتي لفترة وجيزة |
| غير معروف           | 997-1020   | -     | خلو العرش                        |
| غير معروف           | 1020 ثانية |       | ضمها كفيريكي الثالث ملك كاخيتي   |

## الأدب
- Papuashvili ، T. مشاكل التاريخ الهرطوقي . تبليسي ، 1970 باللغة الجورجية
- Papuashvili ، T. Kingdom of the Rans and Kakhs . تبليسي ، 1982 باللغة الجورجية

## روابط خارجية
- ^ ჰერეთის შესახებ نسخة محفوظة 2017-12-04 على موقع واي باك مشين. باللغة الجورجية

قالب:Historical states of Georgiaقالب:Georgian historical regions